# ロジャー・ヤング
ロジャー・ヤング (Rodger Young) は、架空の宇宙戦闘艦。ロバート・A・ハインラインのSF小説『宇宙の戦士』、およびそれを原作とするOVA『宇宙の戦士』、映画『スターシップ・トゥルーパーズ』に登場する。

## 小説
地球連邦海軍所属の宇宙艦艇で、主人公ジュアン・リコの属する陸軍機動歩兵部隊「ラスチャック愚連隊」（後の「リコ愚連隊」）の兵員輸送艦。「機動歩兵」とは、パワードスーツを装着した遠未来の宇宙の「歩兵」（実際に最前線で敵と対峙する役割という意味での）である。
艦長（操縦士）はイベット・デラドリア大尉。機動歩兵一個小隊（50数名）を収容・運用する小型コルベット艦であるが、大型艦より足が速いため、牽制・撹乱任務などに適している。その作戦行動は超光速航法（チェレンコフ推進）で敵惑星軌道上に進出し、機動歩兵を収容したカプセルを射出して惑星上に降下させる。作戦終了後は地上へ回収艇を送り、軌道上まで上昇した機動歩兵小隊を収容した後、宙域から離脱する。単に兵員輸送艦というよりは、宇宙戦争における強襲揚陸艦に近い艦艇である。なお、クルーは宇宙海軍に所属しており、ジョニーたち陸軍兵士とは日常生活レベルで差異や微妙な齟齬がある。
ハヤカワ文庫SF版への登場の際には、パワードスーツと同じくスタジオぬえの宮武一貴によってデザインされた。回収艇は、小学館の少年雑誌「ボーイズライフ」の連載小説『宇宙の特攻兵』に描かれた中西立太の挿絵をベースにした、円盤型宇宙船に近いデザインであった。

## OVA
デザインはハヤカワSF文庫版と同様に宮武一貴によるが、作画の手間を考慮してリデザインされている。

## 映画
詳しい諸元が設定されている。原作版に比べて兵員収容数も多く、戦闘機部隊も配備された「宇宙戦艦」とされている。所属は地球連邦軍機動艦隊で、艦長はダラディエ。
「オペレーション・ロイヤリティ」の行動中、惑星P軌道上よりリコ愚連隊の所属する第6機動歩兵師団を降下させた後、地上からのプラズマ・バグによるプラズマビームの直撃を受けて大破し、撃沈された。
性能諸元
- 全長は2500メートル、重量は60万トン。
- 超光速推進駆動システム「チェレンコフ・ドライブ」を搭載しており、スタードライブが可能。
- 1個機動歩兵大隊とTAC（タクティカル・エア・コープ）戦闘機部隊を収容。
- 1機につき機動歩兵2個小隊を収容するドロップ・シップを、左右両舷合計で最大18機搭載。ドロップ・シップは舷側オープン・ハンガー・デッキ（Gラック）から一斉降下させることができる。
- 母港は、月の軌道上に建造された環状宇宙基地ルナ・リング＝月軌道上防衛環。表記番号は「176」。

## 艦名の由来
作中における設定では、機動歩兵の兵員輸送艦たる宇宙戦闘艦には、地球の過去の戦史の中での歩兵にちなんだ命名がされている。大型艦は「歩兵が活躍した戦場の地名」、ロジャー・ヤングを含む小型艦は「戦闘において名をなした歩兵個人の名前」が付けられている。
ロジャー・ヤング号の名の元となったのは、第二次世界大戦中にアメリカ陸軍の軍人として戦ったロジャー・ウィルトン・ヤング一等兵である。1943年、南太平洋のソロモン諸島ニュージョージア島にて自らの属する小隊を守るため、敵である日本軍の機関銃陣地を単身攻撃し、手榴弾で爆破に成功するが、戦死した。その行動により、小隊は無事に脱出することができた。その軍功を讃え、故人にアメリカ軍人の最高の栄誉とされる名誉勲章が授与された。
ちなみに、原作でリコがロジャー・ヤング号以外に乗艦した兵員輸送艦の名は、「ヴァリー・フォージ」がアメリカ独立戦争におけるジョージ・ワシントン率いる大陸軍の宿営地から、「トゥール」がトゥール・ポワティエ間の戦いの戦場から命名されている。作中において小型の船舶は著名な兵士の、大型船舶は著名な戦場の名前をつけるという規則がある。